# Cantó de Verneuil-sur-Avre
El cantó de Verneuil-sur-Avre és un cantó francès del departament de l'Eure, situat al districte d'Évreux. Té 14 municipis i el cap es Verneuil-sur-Avre.

## Municipis
- Armentières-sur-Avre
- Bâlines
- Les Barils
- Bourth
- Chennebrun
- Courteilles
- Gournay-le-Guérin
- Mandres
- Piseux
- Pullay
- Saint-Christophe-sur-Avre
- Saint-Victor-sur-Avre
- Tillières-sur-Avre
- Verneuil-sur-Avre

## Història
| Data d'elecció                           | Identitat       | Partit                     | Qualitat |
| ---------------------------------------- | --------------- | -------------------------- | -------- |
| 1945-1964                                | M. Alleaume     | radical                    |          |
| 1964-1976                                | Pierre Monfrais | RI                         |          |
| 1976-2001                                | Jacques Demaire | Divers gauche, després MRG |          |
| 2001-                                    | Louis Petiet    | Divers droite, després UMP |          |
| les dades anteriors no són pas conegudes |                 |                            |          |
|                                          |                 |                            |          |

## Demografia
| A partir de 1990: Població sense dobles comptes |